# Edzard II de Frísia Oriental
Edzard II de Frísia Oriental (en frisó Edzard II fan East-Fryslân, i en alemany Edzard II von Ostfriesland) era un noble frisó de la casa de Cirksena, fill del comte de Frísia Enno II (1500-1540) i d'Anna d'Oldenburg (1501-1575). Va néixer a Greetsiel (Alemanya), el 24 de juny de 1532 i va morir a Auerk l'1 de març de 1599. Va ser comte de la Frísia Oriental de 1560 a 1599.
El seu casament amb una princesa sueca va ser possible gràcies a l'interès de Suècia a incrementar la seva influència en la zona. Inicialment, i per voluntat de la seva mare que temia una excessiva influència de la monarquia sueca, va governar conjuntament amb els seus germans, Cristòfol i Joan. Però Cristòfol va morir ben aviat, el 1566, i es va crear una forta rivalitat amb Joan, fet que afectà negativament l'acció de Govern. No va ser, doncs, fins al 1591, quan morí el seu germà petit que Edzard va poder governar en solitari. No va comprendre el zeitgeist, i es va renyinar amb la burgesia d'Emden, que sota la influència de la veïna República de les Set Províncies Unides va aspirar a major llibertat. Amb tot, amb la Revolució d'Emden, el 1595, els Estats Generals dels Països Baixos retallaren considerablement els seus poders. Tampoc va poder defensar-se contra el comte Joan VII d'Oldenburg que va ocupar i anexionar la ciutat de Jever. Aleshores va concloure un pacte secret amb Felip II de Castella que cercava aliats per lluitar contra la rebel·lió als Països Baixos espanyols. Excepte la pensió anual que Felip II pagava d'amagat al comte que sempre anava curt de diners, aquesta aliança políticament no va ajudar gaire.
En morir el 1599, no va poder ser enterrat a l'església d'Emden degut a la seva confessió luterana, per la qual cosa fou sebollit a l'església de Llambert d'Aurich, que acollí a partir d'aleshores la cripta familiar fins al 1744, quan s'extingeix la família comtal.

## Matrimoni i fills
L'1 d'octubre de 1559 es va casar a Estocolm amb Caterina Vasa (1539-1610), filla del rei Gustau I de Suècia (1496-1560) i de Margarida Leijonhufvud (1514-1551). El matrimoni va tenir els següents fills:
- Margarida (1560-1588).
- Anna (1562-1621), casada primer amb l'Elector Palatí Lluís VI (1539-1583), després amb Ernest Frederic de Baden-Durlach (1560-1604), i finalment amb Juli Enric de Saxònia-Lauenburg (1586-1665).
- Enno (1563-1625), casat primer amb Walpurguis de Rietberg (1556-1586), i després amb Anna de Holstein-Gottorp (1575-1625)
- Joan (1566-1625), casat amb Sabina Caterina de Rietberg (1582-1618).
- Cristòfol (1569-1636), casat amb Lambertina de Ligne (1593-1651).
- Edzard (1571-1572).
- Elisabet (1572-1573).
- Sofia (1574-1630).
- Carles Otó (1577-1603).
- Maria (1582-1616), casada amb Juli Ernest de Brunsvic-Dannenberg (1571-1636).